# جيم هنري
جيم هنري (بالإنجليزية: Jim Henry)‏ (7 يوليو 1975 بدندي في المملكة المتحدة - ) هو لاعب كرة قدم بريطاني في مركز الوسط. لعب مع ريث روفرز وكارنوستي بانمور ونادي كلايد ونادي ستنهاوسموير ونادي مونتروز لكرة القدم وفورفار أثلتيك ‏ وLochee United F.C. ‏ وTayport F.C. ‏.

## وصلات خارجية
- جيم هنري على موقع Soccerbase.com (لاعب) (الإنجليزية)